# Calciatore sudamericano dell'anno 1991
Il premio di calciatore sudamericano dell'anno per il 1991 fu assegnato a Oscar Ruggeri, calciatore argentino del Vélez Sarsfield.

## Classifica
| Pos. | Calciatore              | Naz.      | Punti | Club                 |
| ---- | ----------------------- | --------- | ----- | -------------------- |
| 1.   | Oscar Ruggeri           | Argentina | 44    | Vélez Sarsfield      |
| 2.   | Ramón Díaz              | Argentina | 28    | River Plate          |
| 3.   | Patricio Toledo         | Cile      | 23    | Universidad Católica |
| 4.   | Leonardo Astrada        | Argentina | 21    | River Plate          |
| 5.   | José Borrelli           | Argentina | 18    | River Plate          |
| 5.   | Mário Tilico            | Brasile   | 18    | San Paolo            |
| 7.   | Gabriel Mendoza         | Cile      | 28    | Colo-Colo            |
| 8.   | Fabián Basualdo         | Argentina | 13    | River Plate          |
| 8.   | José Del Solar          | Perù      | 13    | Universidad Católica |
| 10.  | Julio César Dely Valdés | Panama    | 12    | Nacional             |
| 10.  | Diego Latorre           | Argentina | 12    | Boca Juniors         |
| 10.  | Hólger Quiñónez         | Ecuador   | 12    | Emelec               |